# Myioborus miniatus
A Myioborus miniatus a madarak osztályának verébalakúak (Passeriformes) rendjébe és az újvilági poszátafélék (Parulidae) családjába tartozó faj.

## Előfordulása
Az Amerikai Egyesült Államok, Mexikó, Costa Rica, Guatemala, Honduras, Nicaragua, Panama, Salvador, Argentína, Bolívia, Brazília, Guyana, Kolumbia, Ecuador, Peru és Venezuela területén honos. A természetes élőhelye szubtrópusi és trópusi síkvidéki és hegyi erdők és gyepek.

## Alfajai
- Myioborus miniatus aurantiacus (S. F. Baird, 1865)
- Myioborus miniatus ballux Wetmore & Phelps, 1944
- Myioborus miniatus comptus Wetmore, 1944
- Myioborus miniatus connectens Dickey & Van Rossem, 1928
- Myioborus miniatus hellmayri Van Rossem, 1936
- Myioborus miniatus intermedius (Hartlaub, 1852)
- Myioborus miniatus miniatus (Swainson, 1827)
- Myioborus miniatus molochinus Wetmore, 1942
- Myioborus miniatus pallidiventris (Chapman, 1899)
- Myioborus miniatus sanctaemartae Zimmer, 1949
- Myioborus miniatus subsimilis Zimmer, 1949
- Myioborus miniatus verticalis (Orbigny & Lafresnaye, 1837)

## Megjelenése
Átlagos testtömege 9 gramm.